# Fighting Force
Fighting Force — компьютерная игра в жанре beat ’em up, разработанная студией Core Design и выпущенная в 1997 году компанией Eidos для платформ Playstation и Windows, а также в 1999 году компанией Crave Entertainment для Nintendo 64.

## Игровой процесс
Fighting Force является представителем жанра beat ’em up. Игрок управляет одним из четырёх персонажей, у каждого из которых имеется причина, по которой он хочет добраться до доктора Цзена — преступного лидера, в распоряжении которого целая армия молодчиков. Герои продвигаются по улицам города в футуристическом окружении, отражая волны атакующих их врагов, вооруженных холодным и стрелковым оружием.

## Сюжет
Действие игры начинается на полицейском кордоне, расположенном вокруг небоскреба Цзена. Главные герои оказываются в таких районах, как торговый центр, метро и база береговой охраны, прежде чем попасть в штаб-квартиру Цзена.

## Персонажи
Игрок или игроки могут выбирать из четырёх персонажей — двух мужчин: Хоук Мэнсон (Hawk Manson, 26 лет) и Бен «Громила» Джексон (Ben «Smasher» Jackson, 29 лет), и двух женщин: Мэйс Дэниелс (Mace Daniels, 21 год) и Алана Маккендрик (Alana McKendricks, 17 лет). Хоук Мэнсон и Мэйс Дэниелс — два бойца, владеющие разными стилями борьбы. Хоук сильнее, чем Мэйс, которая в свою очередь быстрее, чем Хоук. Бен Джексон — большой, сильный и медленный верзила, который может поднимать двигатели легковых автомобилей и бросать их на врагов. Алана Маккендрик — быстрая и проворная, но с мягким ударом подростка и эффективным ударом в прыжке.

## Отзывы
| Сводный рейтинг       | Сводный рейтинг            |
| Агрегатор             | Оценка                     |
| --------------------- | -------------------------- |
| GameRankings          | 64,12 % (PS) 55,23 % (N64) |
| Иноязычные издания    |                            |
| Издание               | Оценка                     |
| EGM                   | 7,6/10                     |
| GameSpot              | 5,3/10.                    |
| IGN                   | 5,5/10                     |
| OPM                   | 3/5                        |
| Русскоязычные издания |                            |
| Издание               | Оценка                     |
| «Игромания»           | [ 5 ]                      |

## Версии и продолжения
Версия игры для Nintendo 64, опубликованная компанией Crave Entertainment под называнием «Fighting Force 64», и была выпущена в 1999 году в Северной Америке и Европе. Различие между версиями игры заключалось в частично улучшенной графике и в изменение количества жизней у игроков.
Версия для Sega Saturn также была разработана, однако её выход не состоялся из-за разногласий с издателями — вначале с Eidos, а затем и с Sega Europe, которая приобрела права на публикацию у Eidos и собиралась выпустить игру в Европе в ноябре 1997 года. Однако выход игры так и не состоялся. В ноябре 2008 года в интернет просочился ранний прототип игры с устаревшим дизайном персонажей.
В 1999 году для консолей Playstation и Dreamcast было выпущено продолжение под названием «Fighting Force 2». В отличие от предыдущей части, «Fighting Force 2» предлагает игроку всего одного персонажа — Хоука Мэнсона, поощряя более скрытный подход в игре.